# Mantheyus phuwuanensis
Mantheyus phuwuanensis is een hagedis uit de familie agamen (Agamidae).

## Naam en indeling
De wetenschappelijke naam van de soort werd voor het eerst voorgesteld door Ulrich Manthey en Jarujin Nabhitabhata in 1991. Mantheyus phuwuanensis werd eerder tot het geslacht Ptyctolaemus gerekend, waardoor de wetenschappelijke naam in de literatuur nog wordt gebruikt. De agame werd in 2001 in het geslacht Mantheyus geplaatst door Natalia Borisovna Ananjeva en Bryan L. Stuart. Het is de enige soort uit het monotypische geslacht Mantheyus.
De wetenschappelijke geslachtsnaam Mantheyus is een eerbetoon aan Ulrich Manthey voor zijn bijdragen aan de herpetologie in Azië. De soortaanduiding phuwuanensis betekent vrij vertaald 'wonend in het Phu Wua Reservaat'.

## Uiterlijke kenmerken
Mantheyus phuwuanensis verschilt van alle verwante agamen door het bezit van femoraalporiën. Naast deze geurkleuren heeft deze soort kleine haartjes op de huid die dienen als tastorgaan en hiermee verschillen ze van alle andere agamen.
De lichaamslengte is ongeveer 8,5 tot 9 centimeter exclusief de staart. De staartlengte bedraagt ongeveer 65 tot 70 procent van het lichaam. De hagedis heeft een keelzak, mannetjes hebben een kam aan de bovenzijde van het lichaam. Op het midden van het lijf zijn 108 tot 130 schubbenrijen in de lengte aanwezig.

## Verspreiding en habitat
De hagedis komt voor in delen van Azië en leeft in de landen Laos en Thailand. De habitat bestaat uit vochtige tropische en subtropische bossen.